# Оспіталет-де-Льобрегат
Оспітале́т, Оспітале́т-де-Льобрегат (кат. l'Hospitalet de Llobregat, літературною каталанською читається [łʊspɪtəˈłɛt də ʎʊβɾəˈɣɑt]; ісп. Hospitalet de Llobregat, часто скорочується до L'Hospitalet або просто L'H) — місто в автономній області Каталонія (Іспанія). Знаходиться у районі (кумарці) Барсалунес провінції Барселона, згідно з новою адміністративною реформою перебуватиме у складі баґарії Барселона.

## Назва муніципалітету
Правильною повною назвою муніципалітету є л'Успіталет-да-Любрагат (кат. l'Hospitalet de Llobregat). Назва Оспіталет, яка зафіксована в УЛІФі, є застарілою і замінена на сучасну у 1980-х роках. І у каталонській, і в іспанській додається «-да-Любрагат», оскільки існує ще один «Успіталет» — квартал л'Успіталет-да-л'Інфан (кат. l'Hospitalet de l'Infant) у муніципалітеті Бандальос-і-л'Успіталет-да-л'Інфан (кат. Vandellòs i l'Hospitalet de l'Infant). Ненаголошене «o» у каталанській літературній вимові звучить як [u]. Окрім того, слід зазначити, що назва цього міста не є іспанською і не може перекладатися — з цієї причини також — з іспанської (іспанською воно звучало б El Hospitalito de Llobregat, окрім того в іспанській немає подвоєного «ll» на початку слова).
Слід зазначити, що літера перед апострофом у каталономовних назвах пишеться з маленька, за виключенням випадку, коли слово знаходиться на початку речення.
Назва л'Успіталет-да-Любрагат означає «маленький шпиталь (або прихисток, хатка) поряд з р. Любрагат».

## Населення
Населення міста (у 2007 р.) становить 251 848 осіб (з них менше 14 років — 12,1 %, від 15 до 64 — 69,8 %, понад 65 років — 18,1 %). У 2006 році народжуваність склала 2624 особи, смертність — 1991 особу, зареєстровано 775 шлюбів. У 2001 році активне населення становило 117 439 осіб, з них безробітних — 14 244 особи.
Серед осіб, які проживали на території міста у 2001 році, 130 275 осіб народилися в Каталонії (з них 119 666 осіб у тому самому районі), 91 100 осіб приїхало з інших областей Іспанії, а 17 644 особи приїхало з-за кордону.
Університетську освіту має 8 % усього населення.
У 2001 р. нараховувалося 87 872 домогосподарства (з них 19 % складалися з однієї особи, 29,4 % з двох осіб, 24,3 % з 3 осіб, 19,6 % з 4 осіб, 5,2 % з 5 осіб, 1,4 % з 6 осіб, 0,4 % з 7 осіб, 0,2 % з 8 осіб і 0,3 % з 9 і більше осіб).
Активне населення міста у 2001 році працювало у таких сферах діяльності: у сільському господарстві — 0,4 %, у промисловості — 24,6 %, на будівництві — 9,5 % і у сфері обслуговування — 65,5 %. 

 У муніципалітеті або у власному районі працює 66 490 осіб, поза районом — 70771 особа.

### Доходи населення
У 2002 році доходи населення розподілялися таким чином:
| \| Доходи населення за статтями доходів \| Доходи населення за статтями доходів \| Доходи населення за статтями доходів \| \| Рік \| 2002 \| 2001 \| \| ------------------------------------ \| ------------------------------------ \| ------------------------------------ \| \| Заробітна платня \| 62,9 % \| 64,9 % \| \| Доходи від ведення бізнесу \| 15,8 % \| 14,9 % \| \| Соціальна допомога \| 21,3 % \| 20,2 % \| |        |        |
| Доходи населення за статтями доходів |        |        |
| Рік | 2002   | 2001   |
| Заробітна платня | 62,9 % | 64,9 % |
| Доходи від ведення бізнесу | 15,8 % | 14,9 % |
| Соціальна допомога | 21,3 % | 20,2 % |

### Безробіття
У 2007 році нараховувалося 9244 безробітних (у 2006 р. — 10 158 безробітних), з них чоловіки становили 44,6 %, а жінки — 55,4 %.

## Економіка
У 1996 р. валовий внутрішній продукт розподілявся по сферах діяльності таким чином :
| \| Валовий внутрішній продукт \| Валовий внутрішній продукт \| Валовий внутрішній продукт \| \| Рік \| 1996 р. \| 1991 р. \| \| -------------------------- \| -------------------------- \| -------------------------- \| \| Сільське господарство \| 0,2 % \| 0,2 % \| \| Промисловість \| 29,7 % \| 34,2 % \| \| Будівництво \| 5,5 % \| 6,3 % \| \| Послуги \| 64,6 % \| 59,4 % \| |         |         |
| Валовий внутрішній продукт |         |         |
| Рік | 1996 р. | 1991 р. |
| Сільське господарство | 0,2 %   | 0,2 %   |
| Промисловість | 29,7 %  | 34,2 %  |
| Будівництво | 5,5 %   | 6,3 %   |
| Послуги | 64,6 %  | 59,4 %  |

### Підприємства міста
Промислові підприємства.
| \| Промислові підприємства міста, за сферою діяльності \| Промислові підприємства міста, за сферою діяльності \| Промислові підприємства міста, за сферою діяльності \| \| Рік \| 2002 р. \| 2001 р. \| \| --------------------------------------------------- \| --------------------------------------------------- \| --------------------------------------------------- \| \| Енергетичні та водні ресурси \| 0,2 % \| 0,3 % \| \| Хімія та метали \| 5,8 % \| 6,2 % \| \| Переробка металів \| 39,7 % \| 39,4 % \| \| Продукти харчування \| 2,9 % \| 2,9 % \| \| Текстиль \| 13,2 % \| 13,4 % \| \| Виробництво меблів, видання \| 29,6 % \| 29,3 % \| \| Інше \| 8,5 % \| 8,5 % \| \| Усього підприємств \| 1.662 \| 1.704 \| |         |         |
| Промислові підприємства міста, за сферою діяльності |         |         |
| Рік | 2002 р. | 2001 р. |
| Енергетичні та водні ресурси | 0,2 %   | 0,3 %   |
| Хімія та метали | 5,8 %   | 6,2 %   |
| Переробка металів | 39,7 %  | 39,4 %  |
| Продукти харчування | 2,9 %   | 2,9 %   |
| Текстиль | 13,2 %  | 13,4 %  |
| Виробництво меблів, видання | 29,6 %  | 29,3 %  |
| Інше | 8,5 %   | 8,5 %   |
| Усього підприємств | 1.662   | 1.704   |

Роздрібна торгівля.
| \| Підприємства роздрібної торгівлі міста, за сферою діяльності \| Підприємства роздрібної торгівлі міста, за сферою діяльності \| Підприємства роздрібної торгівлі міста, за сферою діяльності \| \| Рік \| 2002 р. \| 2001 р. \| \| ------------------------------------------------------------ \| ------------------------------------------------------------ \| ------------------------------------------------------------ \| \| Продукти харчування \| 34,0 % \| 34,7 % \| \| Одяг та взуття \| 22,5 % \| 22,1 % \| \| Товари для дому \| 14,5 % \| 14,2 % \| \| Книги та періодичні видання \| 4,0 % \| 4,4 % \| \| Промислова хімічна продукція \| 7,8 % \| 7,8 % \| \| Продукція, пов'язана з транспортними засобами \| 1,8 % \| 1,9 % \| \| Інше \| 15,3 % \| 15,0 % \| \| Усього підприємств \| 3.862 \| 3.763 \| |         |         |
| Підприємства роздрібної торгівлі міста, за сферою діяльності |         |         |
| Рік | 2002 р. | 2001 р. |
| Продукти харчування | 34,0 %  | 34,7 %  |
| Одяг та взуття | 22,5 %  | 22,1 %  |
| Товари для дому | 14,5 %  | 14,2 %  |
| Книги та періодичні видання | 4,0 %   | 4,4 %   |
| Промислова хімічна продукція | 7,8 %   | 7,8 %   |
| Продукція, пов'язана з транспортними засобами | 1,8 %   | 1,9 %   |
| Інше | 15,3 %  | 15,0 %  |
| Усього підприємств | 3.862   | 3.763   |

Сфера послуг.
| \| Підприємства міста, що працюють у сфері послуг, за діяльністю \| Підприємства міста, що працюють у сфері послуг, за діяльністю \| Підприємства міста, що працюють у сфері послуг, за діяльністю \| \| Рік \| 2002 р. \| 2001 р. \| \| ------------------------------------------------------------- \| ------------------------------------------------------------- \| ------------------------------------------------------------- \| \| Гуртова торгівля \| 10,3 % \| 10,6 % \| \| Готелі та готельний бізнес \| 17,8 % \| 17,4 % \| \| Транспорт та зв'язок \| 35,4 % \| 36,4 % \| \| Посередницькі фінансові послуги \| 3,5 % \| 3,6 % \| \| Послуги підприємствам \| 4,3 % \| 4,2 % \| \| Послуги фізичним особам \| 22,7 % \| 22,5 % \| \| Нерухомість та ін. \| 6,0 % \| 5,4 % \| \| Усього підприємств \| 7.252 \| 7.268 \| |         |         |
| Підприємства міста, що працюють у сфері послуг, за діяльністю |         |         |
| Рік | 2002 р. | 2001 р. |
| Гуртова торгівля | 10,3 %  | 10,6 %  |
| Готелі та готельний бізнес | 17,8 %  | 17,4 %  |
| Транспорт та зв'язок | 35,4 %  | 36,4 %  |
| Посередницькі фінансові послуги | 3,5 %   | 3,6 %   |
| Послуги підприємствам | 4,3 %   | 4,2 %   |
| Послуги фізичним особам | 22,7 %  | 22,5 %  |
| Нерухомість та ін. | 6,0 %   | 5,4 %   |
| Усього підприємств | 7.252   | 7.268   |

## Житловий фонд
У 2001 р. 29,8 % усіх родин (домогосподарств) мали житло метражем до 59 м², 57,6 % — від 60 до 89 м², 11,5 % — від 90 до 119 м² і
1,2 % — понад 120 м².

З усіх будівель у 2001 р. 15,6 % було одноповерховими, 12,8 % — двоповерховими, 10,3 % — триповерховими, 8,8 % — чотириповерховими, 13,3 % — п'ятиповерховими, 17,2 % — шестиповерховими,
9,2 % — семиповерховими, 12,9 % — з вісьмома та більше поверхами.

## Автопарк
| \| Автомобілі, зареєстровані у місті, за призначенням \| Автомобілі, зареєстровані у місті, за призначенням \| Автомобілі, зареєстровані у місті, за призначенням \| \| Рік \| 2006 р. \| 2005 р. \| \| -------------------------------------------------- \| -------------------------------------------------- \| -------------------------------------------------- \| \| Приватні автомобілі \| 73,5 % \| 74,7 % \| \| Мотоцикли \| 11,3 % \| 10,3 % \| \| Вантажівки \| 12,9 % \| 12,6 % \| \| Трактори \| 0,4 % \| 0,4 % \| \| Автобуси та ін. \| 2,0 % \| 1,9 % \| \| Усього автомобілів \| 115.869 шт. \| 115.973 шт. \| |             |             |
| Автомобілі, зареєстровані у місті, за призначенням |             |             |
| Рік | 2006 р.     | 2005 р.     |
| Приватні автомобілі | 73,5 %      | 74,7 %      |
| Мотоцикли | 11,3 %      | 10,3 %      |
| Вантажівки | 12,9 %      | 12,6 %      |
| Трактори | 0,4 %       | 0,4 %       |
| Автобуси та ін. | 2,0 %       | 1,9 %       |
| Усього автомобілів | 115.869 шт. | 115.973 шт. |

## Вживання каталанської мови
У 2001 р. каталанську мову у місті розуміли 90,2 % усього населення (у 1996 р. — 90,3 %), вміли говорити нею 59,1 % (у 1996 р. — 58,7 %), вміли читати 61,2 % (у 1996 р. — 57,6 %), вміли писати 36,4 % (у 1996 р. — 34,1 %). Не розуміли каталанської мови 9,8 %.

## Політичні уподобання
У виборах до Парламенту Каталонії у 2006 р. взяло участь 90.376 осіб (у 2003 р. — 112.357 осіб). Голоси за політичні сили розподілилися таким чином:
| \| Вибори до Парламенту Каталонії \| Вибори до Парламенту Каталонії \| Вибори до Парламенту Каталонії \| \| Рік \| 2006 р. \| 2003 р. \| \| -------------------------------------- \| ------------------------------ \| ------------------------------ \| \| Конвергенція та Єднання (CiU) \| 19,5 % \| 19,1 % \| \| Соціалістична партія Каталонії (PSC) \| 40,4 % \| 45,7 % \| \| Народна партія (PP) \| 14,4 % \| 15,1 % \| \| Ініціатива за зелену Каталонію (IC) \| 10,2 % \| 9,3 % \| \| Республіканська лівиця Каталонії (ERC) \| 8,1 % \| 9,1 % \| \| Громадянська партія (C's) \| 4,5 % \| 0,0 % \| \| Інші \| 2,8 % \| 1,7 % \| |         |         |
| Вибори до Парламенту Каталонії |         |         |
| Рік | 2006 р. | 2003 р. |
| Конвергенція та Єднання (CiU) | 19,5 %  | 19,1 %  |
| Соціалістична партія Каталонії (PSC) | 40,4 %  | 45,7 %  |
| Народна партія (PP) | 14,4 %  | 15,1 %  |
| Ініціатива за зелену Каталонію (IC) | 10,2 %  | 9,3 %   |
| Республіканська лівиця Каталонії (ERC) | 8,1 %   | 9,1 %   |
| Громадянська партія (C's) | 4,5 %   | 0,0 %   |
| Інші | 2,8 %   | 1,7 %   |

У муніципальних виборах у 2007 р. взяло участь 80.687 осіб (у 2003 р. — 105.260 осіб). Голоси за політичні сили розподілилися таким чином:
| \| Муніципальні вибори \| Муніципальні вибори \| Муніципальні вибори \| \| Рік \| 2007 р. \| 2003 р. \| \| -------------------------------------- \| ------------------- \| ------------------- \| \| Конвергенція та Єднання (CiU) \| 10,5 % \| 9,9 % \| \| Соціалістична партія Каталонії (PSC) \| 54,0 % \| 54,0 % \| \| Народна партія (PP) \| 15,2 % \| 15,9 % \| \| Ініціатива за зелену Каталонію (IC) \| 9,1 % \| 11,9 % \| \| Республіканська лівиця Каталонії (ERC) \| 4,9 % \| 5,5 % \| \| Громадянська партія (C's) \| 0,0 % \| 0,0 % \| \| Інші \| 6,3 % \| 2,7 % \| |         |         |
| Муніципальні вибори |         |         |
| Рік | 2007 р. | 2003 р. |
| Конвергенція та Єднання (CiU) | 10,5 %  | 9,9 %   |
| Соціалістична партія Каталонії (PSC) | 54,0 %  | 54,0 %  |
| Народна партія (PP) | 15,2 %  | 15,9 %  |
| Ініціатива за зелену Каталонію (IC) | 9,1 %   | 11,9 %  |
| Республіканська лівиця Каталонії (ERC) | 4,9 %   | 5,5 %   |
| Громадянська партія (C's) | 0,0 %   | 0,0 %   |
| Інші | 6,3 %   | 2,7 %   |